# Garm Wars - L'ultimo druido
Garm Wars - L'ultimo druido (Garm Wars: The Last Druid) è un film del 2014 diretto da Mamoru Oshii, già regista del film d'animazione Ghost in the Shell, e accompagnato dalla colonna sonora di Kenji Kawai. È il primo film di Mamoru Oshii in lingua inglese.
Il film è uscito nelle sale italiane il 18 gennaio 2016, con un'anteprima nell'ambito del Lucca Comics & Games il 30 ottobre 2015.

## Trama
Nel pianeta di Annwn dopo lunghissime battaglie sono sopravvissute solo tre razze: i Briga, i Columba e i  Kuntak. Insieme essi formano il Garm. Il Creatore di questo mondo però li ha misteriosamente abbandonati, almeno finché un Kuntak, Wydd, porterà con sé l'ultimo druido rimasto ancora in vita,  Nascien.

## Accoglienza
Le recensioni di Garm Wars - L'ultimo Druido hanno generalmente elogiato il lato visivo, le musiche evocative e il sonoro, mentre è stata criticata la narrazione eccessivamente complicata. Deborah Young sul The Hollywood Reporter ha affermato che "le spettacolari immagini unite ai cori celesti di Kenji Kawai creano un'atmosfera sognante e un'incompleta stravaganza" ma al contempo ha criticato la sua trama, constatando che è "come un estratto da un più lungo e complesso racconto epico con una gran parte di storia mancante." Su Variety Peter Debruge ha definito il film "visivamente straordinario, eppure un ibrido impenetrabile di azione dal vivo e immagini CG."